# Dravidosaurus
Dravidosaurus is een geslacht van uitgestorven reptielen uit India. Het geslacht werd eerst aanzien voor de laatste overlevende lid van de Stegosauria, een groep van 'bepantserde' dinosauriërs, een bewijs dat die het tot in het Laat-Krijt uithielden. Met een geschatte lengte van drie meter zou het ook het kleinste lid zijn van de groep zijn geweest. Meer recente studies hebben echter uitgewezen dat de beenderen eigenlijk toebehoorden aan een plesiosauriër, een marien reptiel.
De typesoort Dravidosaurus blanfordi werd in 1979 benoemd en beschreven door P.M. Yadagiri en Krishnan Ayyasami. De geslachtsnaam betekent 'Dravidanadu hagedis', van de Zuid-Indische regio Dravidanadu waar de overblijfselen zijn gevonden. De soortaanduiding eert William Thomas Blanford, de Britse geoloog die als eerste de stratigrafie van het vondstgebied vaststelde.
Dravidosaurus is gevonden in het Laat-Krijt (Coniacien) in het gebied wat nu India is. Er is slechts één slecht bewaard skelet aangetroffen met daarbij een vermeend bovenste deel van de schedel, een tand, een borstbeen, een heiligbeen, een darmbeen, een zitbeen, en wat elementen die eerst werden geïnterpreteerd als zijnde een rugplaat en een stekel van een stegosauriër. De zwaar verweerde overblijfselen werden ontdekt in de provincie Tamil Nadu in het zuiden van India. De schedel werd als holotype aangewezen, specimen GSI SR Pal 1.
Tijdens de jaren negentig wees verder onderzoek uit dat het om een plesiosauriër ging en niet om een dinosauriër. In 1996 meldde Sankar Chatterjee dat hij persoonlijk in 1991, bij een nader onderzoek van de vindplaats, vaststelde dat de resten vermoedelijk bestonden uit heupbeenderen en ledematen van plesiosauriërs. Een verweerd dijbeen zou de illusie hebben geschapen dat het om de bovenkant van een stegosauriërschedel ging: het smallere boveneinde werd aangezien voor de snuit en de verbrede onderkant voor een schedeldak. De vermeende rugplaat was in feite een stuk bekkenplaat. Naar alle waarschijnlijkheid vertegenwoordigen de resten zelfs geen identificeerbare nieuwe plesiosauriër en het taxon is daarom een nomen dubium. Een opmerkelijk aspect van de zaak is dat het maar langzaam in andere landen doordrong dat een vergissing gemaakt was. In 2004 werd Dravidosaurus in het standaardwerk The Dinosauria als stegosauriër vermeld en nog in 2007 werd in de beschrijving van Jiangjunosaurus een vergelijking gemaakt met de 'rugplaten'. Een andere vermeende dinosauriër door dezelfde paleontologen benoemd, is Bruhathkayosaurus die later uit stukken versteend hout bleek te bestaan.